# 六甲アイランド大橋
六甲アイランド大橋 (英: Rokko Island Bridge) は、神戸市東灘区魚崎浜町と六甲アイランドに架かる阪神高速5号湾岸線のアーチ橋。
高速道路のみで歩道橋はないので、人や自転車は渡れない。

## 構造
六甲アイランド大橋 (以下、RI大橋) は、橋長217mの非平行弦ダブルデッキローゼ桁橋である。RI大橋は、神戸大橋や六甲大橋、東神戸大橋と同様に二層構造となっており、上段は北行き（USJ•関西空港方面）、下段は南行き（六甲アイランド方面）の道路が通っている。RI大橋の架かっている六甲北水路には大型船が通るが、港湾計画によって高さ29mの制限があるので、橋は水面上32.8mの高さに架かっている。
道路は湾岸線の他の区間と同様に片側3車線であり、道路規格は第二種第一級であるにもかかわらず、制限速度は40km/hである（湾岸線の他の区間は80km/h）。また、橋の南端（六甲アイランド側）には湾岸線の駒栄方面の延伸のための用地が確保されている。

## 歴史
1994年4月、阪神高速5号湾岸線中島～六甲アイランド北区間開通と同時にRI大橋が完成•開通した。
しばらくして1995年1月、阪神淡路大震災が発生し、湾岸線全体でこの地震の被害を受けて、他と同様にRI大橋も被害を受けた。橋の支承が破損し、アーチ橋本体も横に3mずれた。復旧にあたっては、ずれたアーチ橋本体をまず大型クレーンで一時撤去し、もう一度クレーンで元の位置に戻すという作業を行った。慎重かつ迅速にこれらの作業は行われ、当初1995年10月復旧を目途としていたところ、3か月短縮し同年7月に交通開放することができた。
その後、2009年には大阪湾岸道路西伸部の都市計画が決まり、2028年に湾岸線が駒栄方面に延伸される予定となっており、RI大橋においても交通量が増加することが予想されている。
なお、2023年に水道管の経年劣化に伴う漏水が発生した橋は六甲大橋であり、RI大橋ではない。